# Термоабразія

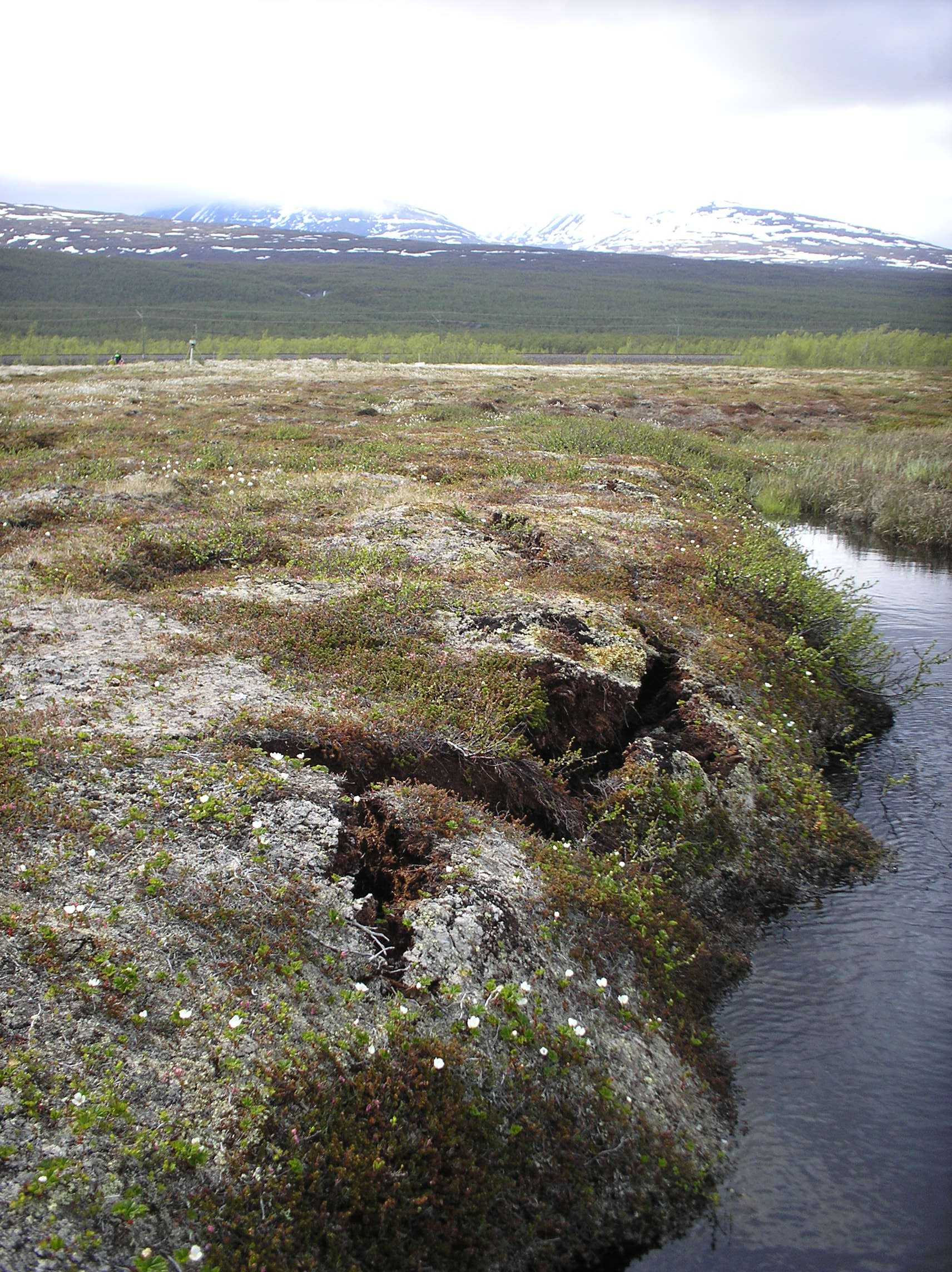
Термоабразія берега річки.

Термоабразія (рос. термоабразия, англ. thermoabrasion, нім. Thermoabrasion f) – руйнування берегів, складених мерзлими (пухкими до промерзання) породами, спільним впливом прибою і про танення гірських порід за рахунок тепла води і повітря. Розвинена в областях багаторічної мерзлоти.

## Інтернет-ресурси
- The Role of Summertime Storms in Thermoabrasion of a Permafrost Coast
- Фото - термоабразія